# Caltepec
Caltepec är en kommun i Mexiko.   Den ligger i delstaten Puebla, i den sydöstra delen av landet, 220 km sydost om huvudstaden Mexico City.
Följande samhällen finns i Caltepec:
- San Juan Acatitlán
- Zotolín
- Actipan
- San Simón Tlacuilotepec